# Michael Berry (fisico)
Michael Victor Berry (Surrey, 14 marzo 1941) è un fisico e matematico britannico, docente di fisica matematica all'Università di Bristol.

## Biografia
Berry ha ottenuto il Bachelor of Science in fisica dall'Università di Exeter e il Ph.D. dalla University of St. Andrews.
Da allora, ha trascorso l'intera carriera accademica all'Università di Bristol: Research Fellow, 1965-7; Lecturer, 1967-74; Reader, 1974-78; Professor of Physics, 1978-88; Royal Society Research Professor dal 1988.
È conosciuto, tra l'altro, per la Fase di Berry, un fenomeno che si osserva in meccanica quantistica e in ottica. È specializzato in fisica semiclassica (fisica asintotica, caos quantistico), applicata ai fenomeni ondulatori in meccanica quantistica, e ad altre aree come l'ottica.
Membro della Royal Society di Londra dal 1982, ha ricevuto l'investitura del cavalierato nel 1996. Dal 2006 è redattore della pubblicazione Proceedings of the Royal Society.

### Riconoscimenti
- Maxwell Medal and Prize, Institute of Physics, 1978
- Bakerian Lecturer, Royal Society, 1987
- Membro della Reale società delle  scienze di Uppsala, 1988
- Dirac Medal and Prize, Institute of Physics, 1990
- Lilienfeld Prize, American Physical Society, 1990
- Royal Medal, Royal Society, 1990
- Naylor Prize and Lectureship in Applied Mathematics, London Mathematical Society, 1992
- Membro straniero della United States National Academy of Science, 1995
- Medaglia Dirac, Centro internazionale di fisica teorica, 1996
- Medaglia Kapitsa, Accademia russa delle scienze, 1997
- Wolf Prize for Physics, Wolf Foundation, Israele, 1998
- Honorary Fellow dell'Institute of Physics, 1999
- Membro straniero della  Accademia reale di arti e scienze dei Paesi Bassi, 2000
- Premio Ig Nobel per la Fisica del 2000 (condiviso con Andre Geim) per il lavoro "The Physics of Flying Frogs", sulla levitazione magnetica delle rane)
- Onsager Medal, Norwegian Technical University, 2001
- Primo e terzo premi, Visions of Science, Novartis/Daily Telegraph, 2002
- Eletto alla Royal Society of Edinburgh 2005
- Premio Pólya, London Mathematical Society 2005
- Doctor of Science honoris causa, University of Glasgow 2007